# Китайски речен делфин
Китайските речни делфини (Lipotes vexillifer), наричани също китайски сладководни делфини, езерни делфини и байдзъ, са вид едри бозайници, единствен представител на семейство Lipotidae.
Срещат се във водите на река Яндзъ в Китай. Обикновено достигат дължина на тялото с главата 230 – 250 сантиметра и маса 135 – 230 килограма. Видът се смята за функционално изчезнал – въпреки някои сведения, за забелязани отделни възрастни индивиди и се смята, че възстановяването на популацията му е невъзможно.